# Cala dels Frares

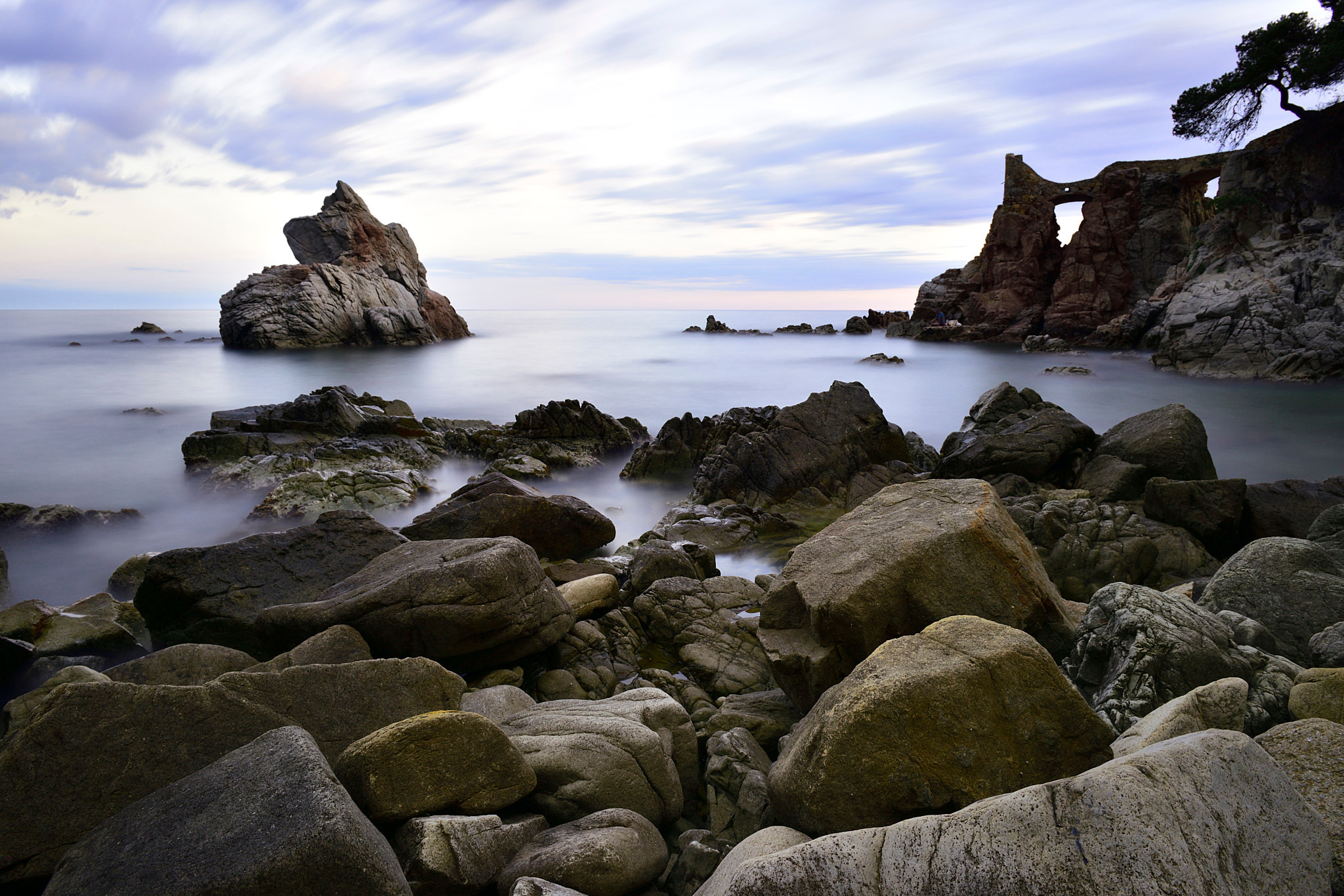
Vista de la cala

La cala dels Frares és una cala natural del municipi de Lloret de Mar (Selva), situada als peus d'un penya-segat, darrera el castell d'en Plaja, entre sa Caleta i la cala d'en Trons. Té una longitud de 140 m i una amplada de 10 m. Orientada al sud-sud-est, és una cala rocallosa, amb petites zones de còdols. Davant la cala hi ha un conjunt de petits illots rocallosos, que confereixen al lloc un aspecte feréstec i salvatge. S'hi accedeix des de sa Caleta pel camí de ronda, després de passar un petit túnel i baixar unes escales. El camí segueix fins a la cala d'en Trons.